# Aramides
Aramides Pucheran, 1845 è un genere di uccelli della famiglia dei Rallidi.

## Tassonomia
Il genere comprende otto specie:
- Aramides axillaris Lawrence, 1863 - rallo collorosso
- Aramides mangle (von Spix, 1825) - rallo mangle
- Aramides albiventris Lawrence, 1868 - rallo nucarossiccia
- Aramides cajaneus (Statius Müller, 1776) - rallo della Cajenna
- Aramides wolfi Berlepsch e Taczanowski, 1884 - rallo di Wolf
- Aramides ypecaha (Vieillot, 1819) - rallo ypecaha
- Aramides calopterus P. L. Sclater e Salvin, 1878 - rallo alirosse
- Aramides saracura (von Spix, 1825) - rallo pettoardesia

## Descrizione
Il piumaggio di questi uccelli è generalmente di colore verde oliva, con le remiganti color castano-rossiccio. Tutte le specie hanno le zampe e l'iride di colore rosso, e il becco giallo-verdognolo.

## Distribuzione e habitat
Le specie di questo genere sono diffuse nell'America centro-meridionale.
Sono poco legati all'acqua, e prediligono gli ambienti terrestri.